# Radlice (powiat choszczeński)
Radlice (niem. Schulzendorf) – wieś w Polsce położona w województwie zachodniopomorskim, w powiecie choszczeńskim, w gminie Choszczno. W latach 1975–1998 miejscowość administracyjnie należała do województwa gorzowskiego. W roku 2007 wieś liczyła 50 mieszkańców. Wieś wchodzi w skład sołectwa Witoszyn.

## Geografia
Wieś leży ok. 2 km na południe od Witoszyna, w pobliżu rzeki Stobnicy.